# Apatura plesseni
Apatura plesseni är en fjärilsart som beskrevs av Hans Fruhstorfer 1913. Apatura plesseni ingår i släktet Apatura och familjen praktfjärilar. Inga underarter finns listade i Catalogue of Life.